# Pre-shared key
Předsdílený klíč (anglicky Pre-shared key; PSK), také sdílené tajemství, je v kryptografii předem sdílený tajný klíč, který byl na obou stranách zapsán pomocí bezpečného kanálu ještě před tím, než ho bylo potřeba použít.

## Klíč
Pro vytvoření tajného sdíleného klíče slouží funkce pro odvození klíče. Systémy používající PSK téměř vždy využívají kryptografický algoritmus se symetrickým klíčem. Termín PSK se používá například u Wi-Fi sítí, při zabezpečení pomocí WEP nebo WPA. Zejména v EAP je taky známo EAP-PSK. V těchto případech všechny přístupové body (AP) a všichni klienti sdílejí stejný klíč.
Charakteristiky tohoto klíče jsou dány podle použitého šifrování. Některé typy vyžadují, aby byly tyto klíče v konkrétním formátu. Tím může být heslo, heslová fráze, nebo hexadecimální řetězec.
Stejně jako u ostatních šifrovacích systémů, které se spoléhají na jeden nebo více klíčů pro důvěryhodnost, použitý klíč nebo klíče musí být dostatečně odolné proti útoku. Můžeme očekávat útok hrubou silou. Dostatečně dlouhý, náhodně vybraný klíč bývá prakticky odolný vůči útoku hrubou silou, ale nemusí být, pokud má útočník dostatečný výpočetní výkon (viz síla hesla a prolomení hesla). Nevyhnutelně však předem sdílené klíče v držení obou stran komunikace mohou ohrozit jednu ze stran, nevíme-li, kdo na druhé straně je. Existuje několik dostupných nástrojů, s jejichž pomocí si uživatel zvolí silné heslo. Každopádně v počítačové síti je každé spojení ve své podstatě nebezpečné, pokud nemůžeme vědět, zda někdo neodposlouchává naši komunikaci.
Vybírání klíčů pro použití kryptografických algoritmech je specifické tím, že jakákoli pravidelnost může usnadnit útočníkovi útok. To znamená, že náhodně vybraný klíč přinutí útočníky vyvinout větší úsilí. Obecné pravidlo je raději nepoužívat jakýkoli software mimo kryptograficky bezpečný generátor pseudonáhodných čísel.